# Nagy Ervin (miniszterhelyettes)
Nagy Ervin (Budapest, 1934. szeptember 29.– ) magyar közgazdász, szakpolitikus, közlekedésügyi miniszterhelyettes.

## Élete
Középiskolai érettségi vizsgáit letéve, 1953-tól az Elektromos Készülékek és Anyagok Gyárában helyezkedett el, mint anyagbeszerző. 1954-ben került a Fővárosi Autóbuszüzemhez, ahonnan társadalmi ösztöndíjjal egyetemre küldték. A Marx Károly Közgazdaság-tudományi Egyetem befejezése után, közgazdászi oklevéllel 1961-től áthelyezték a Fővárosi Tanács Végrehajtó Bizottságának (FT VB) Közlekedési Főigazgatóságára, ahol a legmagasabb beosztása főigazgató-helyettes volt. 1978-ban kinevezték az FT VB Beruházási Főosztályának vezetőjévé, később az FT VB közlekedési főigazgató-helyetteseként a főváros közlekedésfejlesztési és építési munkáinak és a fővárosi közlekedés üzemeltetésének irányításáért felelt. Ebben az időszakban a Budapesti Műszaki Egyetemen is oktatott, címzetes egyetemi docens beosztásban.
1984 júliusában a közlekedési miniszter helyettesévé nevezték ki, e tisztségét 1989 júliusáig töltötte be, amikor is, mint közlekedési, hírközlési és építésügyi miniszterhelyettest, felmentették tisztsége alól; ugyanakkor miniszteri biztosként a közúti igazgatóságok vállalattá történő átszervezésének irányítására kapott megbízást.
Politikai Főiskolát végzett, 1962-ben lett tagja a Magyar Szocialista Munkáspártnak.